# Clément Pinault
Pour les articles homonymes, voir Pinault.
Clément Pinault est un footballeur professionnel français, né le 4 février 1985 à Grasse (Alpes-Maritimes), décédé le 23 janvier 2009 à Clermont-Ferrand (Puy-de-Dôme).

## Biographie
Formé à l'AS Cannes, il arrive au MUC 72 en 2003 pour jouer avec l'équipe réserve.
Le 18 janvier 2009, le joueur est victime d'un malaise cardiaque alors qu'il se trouve à son domicile. Il est transporté au service de réanimation du CHU de Clermont-Ferrand où il est hospitalisé et plongé dans un coma artificiel. Il décèdera 4 jours plus tard, le 22 janvier des suites de son arrêt cardiaque. Il jouait, lors de son accident, sous les couleurs du Clermont Foot Auvergne (évoluant en Ligue 2) en tant que défenseur latéral. Clément avait également été joueur au club de Le Mans Union Club 72.
Le 25 janvier les Manceaux jouent leur match de Coupe de France contre Le Havre en son honneur et portent pour l'occasion un maillot à son effigie.
En juin 2011, a lieu le premier Trophée Clément Pinault à Grasse, sa ville de naissance, pour continuer de lui rendre hommage. La compétition amicale réunit entre autres tous les clubs dans lesquels Clément a évolué durant sa carrière (Grasse, Cannes, Le Mans, Angers, Clermont), ainsi que d'autres clubs de la région et même un club italien, Baia Alassio. C'est la ville de Grasse qui remporte le trophée en battant Monaco 1-0.

## Famille
Il a un frère, Thomas Pinault (né en 1981), également footballeur, qui a porté le maillot de plusieurs clubs français et anglais (RC Grasse, AS Cannes, Crawley Town, Grimsby Town, Brentford FC, Colchester United).

## Statistiques
| Saison                | Club                  | Championnat           | Championnat | Championnat | Coupe(s) nationale(s) | Coupe(s) nationale(s) | Total | Total |
| Saison                | Club                  | Division              | M.          | B.          | M.                    | B.                    | M.    | B.    |
| 2004-2005             | Le Mans UC 72         | Ligue 2               | 1           | 0           | -                     | -                     | 1     | 0     |
| 2005-2006             | Le Mans UC 72         | Ligue 1               | 4           | 0           | 3                     | 0                     | 7     | 0     |
| 2006-2007             | Angers SCO (prêt)     | National              | 26          | 0           | 2                     | 0                     | 28    | 0     |
| 2007-2008             | Le Mans UC 72         | Ligue 1               | 5           | 0           | 3                     | 0                     | 8     | 0     |
| 2008-2009             | Clermont Foot         | Ligue 2               | 9           | 0           | 2                     | 0                     | 11    | 0     |
| Total sur la carrière | Total sur la carrière | Total sur la carrière | 45          | 0           | 10                    | 0                     | 55    | 0     |